# 大庭さち子

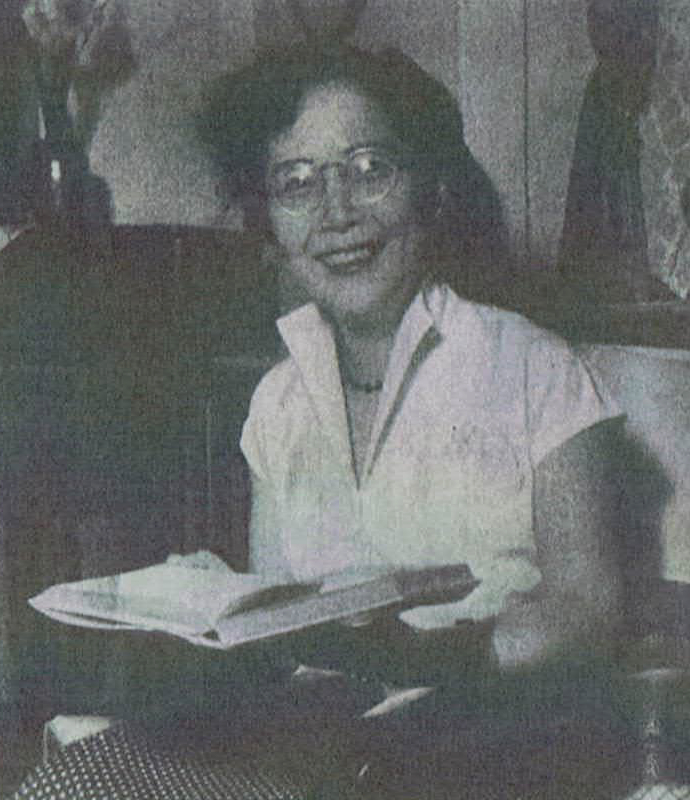
読売新聞社『家庭よみうり』358号（1953年）より大庭さち子

大庭 さち子（おおば さちこ、1904年7月10日 - 1997年3月15日）は、日本の作家、翻訳家。
本名は、片桐 君子。

## 経歴
京都府生まれ。
京都府立第二高等女学校、同志社女子専門学校英文科卒。
京都華頂高等女学校教師のかたわら小説を執筆。
1933年、岬 洋子の筆名による「光、闇を貫いて」でサンデー毎日大衆文藝選外佳作。
1939年、「妻と戦争」でサンデー毎日大衆文芸入選、同作で直木賞候補。
1941年、『妻と戦争』で新潮社文芸賞第二部受賞、「花開くグライダー」で直木賞候補。
1942年、「愛翼一心」で新潮社文芸賞第二部候補。
戦後は少女小説、海外名作の翻訳・再話などを行った。

## 著書
- 『妻と戦争』（岡倉書房） 1940
- 『愛と血の記録』（春陽堂） 1942
- 『激浪をつく』（泰光堂、新鋭皇民文芸叢書） 1942
- 『花開くグライダー』（新小説社、大衆文芸新書） 1942
- 『陸の灯台』（湯川弘文社） 1942
- 『妻の花々』（春陽堂） 1942
- 『新しき風』（春陽堂書店） 1943
- 『みたみわれら』（春陽堂書店） 1943
- 『道輝け里』（葛城書店） 1943
- 『新生の園』（春陽堂書店） 1943
- 『明日の花園』（宋栄堂） 1943.11
- 『生命の曲』（富国出版社） 1947
- 『夜の奇蹟』（明星社） 1948
- 『翼よ空遠く』（偕成社） 1949
- 『故郷の空晴れて』（江川みさお表紙画、偕成社） 1950
- 『[[[ルートヴィヒ・ヴァン・ベートーヴェン|楽聖ベートーベン]]』（偕成社、偉人物語文庫） 1950
- 『落日の曲』（偕成社） 1951
- 『シューベルト 歌曲の王』（偕成社、偉人物語文庫） 1951
- 『久遠の鐘』（偕成社） 1952
  - 『久遠の鐘』（江川みさお表紙画、偕成社） 1958
- 『シェークスピア 世界の大文豪』（偕成社、偉人物語文庫） 1953
- 『嵐に立つ虹』（偕成社） 1954
- 『みどりの朝風』（河出書房、ロビン・ブックス） 1955
- 『夜の暦』（虎書房） 1957
- 『李朝悲史』（集英社） 1975

## 翻訳・再話
- 『孤児デビット』（ディケンズ、偕成社、世界名作文庫） 1951
- 『暴風雨 テンペスト』（シェークスピア、偕成社、世界名作文庫） 1953
- 『クオレ物語』（アミーチス、偕成社） 1953 (世界名作文庫)
- 『女の兵舎』（テレスカ・トレース、鱒書房） 1953
- 『母の悲曲 ステラ・ダラス』（ブローチー、偕成社、世界名作文庫） 1954
- 『女の中隊』（ナンシー・モルガン、鱒書房） 1954
- 『椿姫』（小デューマ、偕成社、世界名作文庫） 1955
- 『悲しみの王妃』（ツワイク、偕成社、世界少女名作全集） 1959
- 『オーケストラの少女』（クラーリイ、偕成社、世界少女名作全集） 1960
- 『三人姉妹 / 桜の園』（チェーホフ、偕成社、少女世界文学全集） 1960
- 『大尉の娘 / スペードの女王』（プーシキン、偕成社、少女世界文学全集） 1962
- 『復活』（トルストイ、偕成社、少女世界文学全集） 1968

## 参考
- 文藝年鑑
- 直木賞のすべて